# Tina S
Tina S (非真名，乃網絡稱呼)，1999年在4月7日於法國巴黎出生，是一個結他手，專演高難度的獨奏。她透過社交網絡服務13歲始成名。她曾奏路德維希·范·貝多芬、尼可羅·帕格尼尼、安東尼奧·韋華第等等經典音樂，及范·海倫、蓋瑞·摩爾、鐵娘子樂團、麥加帝斯、平克·佛洛伊德等等重金屬音樂。安娜·維多維奇及奧里安斯·帕納加里斯啟發了她對結他的興趣。2017年，在最多法國YouTuber被訂閱的名單中，她排名251; 在最多法國视频被觀看的名單中，她排名310。

## 外部連結
YouTube上的穿過火焰